# Yahata (Fukuoka)
Yahata (jap. 八幡市 -shi) war bis 1963 eine kreisfreie Stadt (-shi) in der südjapanischen Präfektur (-ken) Fukuoka in Nord-Kyūshū (früher Kita-Kyūshū; aber heute verwendet man zur Eindeutigkeit meist Hokubu-Kyūshū, „Nordteil [von] Kyūshū“). 1963 schloss sie sich mit den Städten Kokura, Moji, Wakamatsu, und Tobata zur Stadt Nord-Kyūshū (jap. Kitakyūshū-shi) zusammen. Nachdem Kitakyūshū zur designierten Großstadt wurde, entstanden dort 1974 die Bezirke (-ku) Yahata-West und Yahata-Ost (八幡西区 Yahata-Nishi-ku und 八幡東区 Yahata-Higashi-ku) als heutige indirekte Nachfolger von Yahata.
Im geschriebenen Japanischen gibt es seit 1977 eine gleichnamige 八幡市 in der Präfektur Kyōto, die sich allerdings やわたし Yawata-shi liest.

## Geschichte
Yahata entstand 1889 als Yahata-mura (八幡村) aus den drei vormodernen Dörfern Ogura, Ōkura und Edamitsu (尾倉村, 大蔵村, 枝光村) im Landkreis (-gun) Onga von Fukuoka; anschließend war es von 1899 bis 1917 als Yahata-machi (八幡町) Stadt. 1917 wurde Yahata als 70. Stadt in Japan zur -shi. 1926 wurde die Stadt Kurosaki (黒崎町) eingemeindet, 1937 das Dorf Kōjaku (上津役村), 1944 die Stadt Orio (折尾町), 1955 die Städte Katsuki (香月町) und Koyanose (木屋瀬町).
In der Edo-Zeit hatte der gesamte Onga-gun wie weite Teile der Provinz Chikuzen zum Fürstentum (-han) Fukuoka gehört, das in der Meiji-Restauration 1871 bei der Abschaffung der Fürstentümer zur Präfektur wurde und anschließend durch die erste Welle von Präfekturfusionen 1871/72 um Ex- und Enklaven bereinigt und auf die gesamte Provinz und Teile der Nachbarprovinzen ausgedehnt wurde.